# 로버트 더거
로버트 리 더거(Robert Lee Dugger, 1995년 7월 3일 ~ )는 미국의 야구 선수이자, 현 메이저 리그 오클랜드 애슬레틱스의 투수이다.

## 미국 프로야구 시절
2019년에 마이애미 말린스에 입단하였다.

## 한국 프로야구 시절

### SSG 랜더스시절
2024년에 커크 맥카티를 대체할 외국인 투수로 영입되었다. 그러나 6경기에 선발로 나서서 22⅔이닝을 소화했으나 0승 3패 평균자책점 12.71에 그쳐 2024년 4월 27일에 웨이버 공시됐다. 그의 대체 선수로는 드류 앤더슨이 영입되었다.